# Sucot
Sucot (do hebraico סוכות ou סֻכּוֹת, sukkōt, "cabanas" ou "tendas") é um  festival judaico que se inicia no dia 15 de Tishrei, de acordo com o calendário judaico. Também conhecida como Festa dos Tabernáculos, Festa das Cabanas ou Festa das Tendas ou, ainda, Festa das Colheitas, por coincidir com a estação das colheitas em Israel, no começo do outono. É uma das três maiores festas, conhecidas como Shalosh Regalim, onde o povo de Israel peregrinava para o Templo de Jerusalém. Nos dias de hoje, multidões de 50 a 100 mil pessoas se reúnem junto ao Muro das Lamentações, participando da Benção dos Sacerdotes.
Sucot relembra os 40 anos de êxodo dos hebreus no deserto após a sua saída do Egito.  Nesse período o povo judeu era nômade e vivia em pequenas tendas ou cabanas frágeis e temporárias. Como forma de simbolizar este período, durante a celebração de Sucot, os judeus fazem suas refeições  em uma sucá, que deve ser erguida ao ar livre e ser coberta de palha ou folhagem, possibilitando ver o céu. Deve ter pelo menos três paredes, as quais não devem estar pregadas ao teto. Além dessa passagem pelo deserto, a sucá também simboliza todos os judeus da diáspora, ou seja, que vivem fora de Israel. 

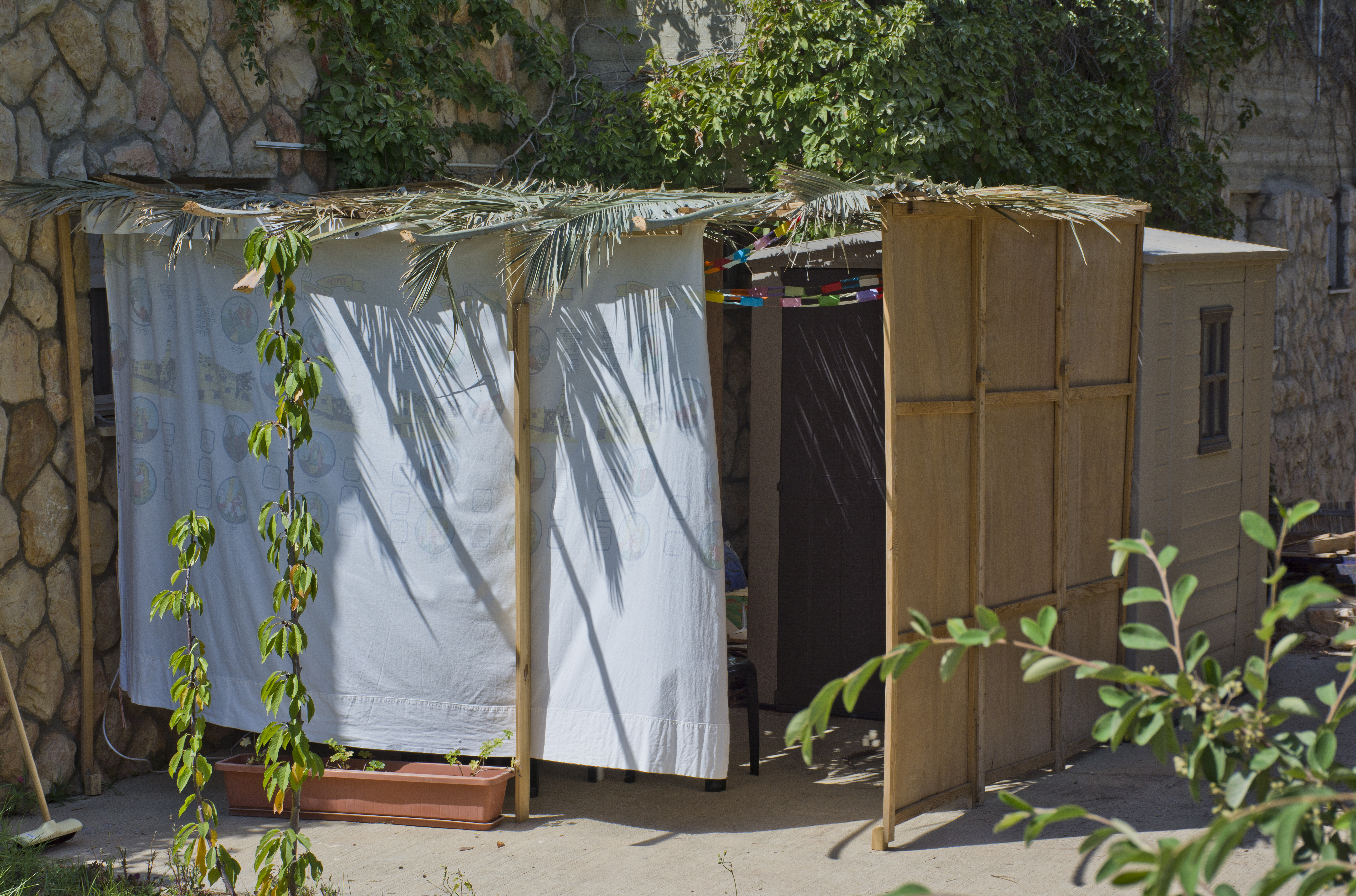
Uma sucá em Gush Etzion, assentamento judeu na Cisjordânia ocupada.

Outro ritual realizado durante o festival é a oferenda da água. Trata-se de uma cerimônia que precedia a época das chuvas, pela qual os camponeses imploravam a Deus, uma vez que a água era um elemento vital. Também faz parte do ritual o uso de um ramo (arba'á minim) com quatro espécies de plantas, chamadas , em hebraico, de  lulav, etrog, hadass e aravah.
O festival é uma cerimonia de agradecimento a Deus, por ele ter suprido os israelitas no deserto, não lhes  deixando faltar água e comida. Conforme o livro do Êxodo, eles comiam carne de cordeiro e ervas amargas.